# Новопотоцьк
Новопото́цьк (рос. Новопотоцк) — село у складі Кваркенського району Оренбурзької області, Росія.
Стара назва — Новопотоцький.

## Населення
Населення — 243 особи (2010; 345 у 2002).
Національний склад (станом на 2002 рік):
- росіяни — 67 %